# Nosiola
La nosiola, també coneguda a l'Alto Adige com a Spargelen,  és una varietat de raïm blanc italià que es conrea a la regió del Trentino, d'on és una de les varietats autòctones insignia. Concretament, la varietat és típica de la comunitat de Valle dei Laghi, una vall situada al nord del llac de Garda i travessada pel riu Sarca.
Actualment es calcula que hi ha unes 80 hectàrees de nosiola plantades en tota la província autònoma de Trentino.
Aquesta varietat s'utilitza per fer diferents vins tranquils, de caràcter mineral i perfil suau. Degut a l'èxit comercial dels vins espumosos TrentoDOC i al fet de que aquesta varietat no està acceptada per elaborar espumosos d'aquesta denominació, han sigut molts agricultors els que han canviat els seus cultius de nosiola per varietats internacionals com el chardonnay, pinot gris o pinot negre.
La varietat nosiola, però, és realment coneguda per ser emperada per la realització del Vin Santo. El Vin Santo és un vi naturalment dolç elaborat a partir de raïm pansificat i posteriorment deixat envellir durant períodes llargs de temps en barriques de roure.
Actualment, però, també hi ha productors que elaboren vins espumosos d'aquesta varietat amb la voluntat d'aprofitar l'èxit comercial dels espumosos de la regió però alhora amb la voluntat de preservar aquesta varietat.

## Història
Els ampelògrafs creuen que el nom Nosiola deriva de la paraula italiana nocciola (avellana) en referència al perfil aromàtic que tenen els vins elaborats amb aquesta varietat.  Una altra teoria és que el nom és una corrupció d' ociolet, que en el dialecte local de les regions del Trentino significa "ulls petits" i que s'associava a una varietat desapareguda el nom de la qual significava "raïm d'ull blanc" i podria haver estat relacionat amb Nosiola.
El raïm Nosiola també s'ha relacionat amb el raïm que els romans empraven per fer vi Raetica. Genèticament s'ha trobat relació amb la verietat suïssa Rèze, varietat que també es relaciona amb una altra varietat trentina com el Grapello di Revò.
Atès que Rèze ha estat ben coneguda i documentada gairebé cinc segles abans que les altres dues, és més probable que Rèze sigui la varietat progenitora i que les altres dues siguin descendents.

## Viticultura
El raïm de Nosiola té una maduració relativament tardana. Els raïms son densos i de mida mitjana  i presenta uns grans de pell gruixuda i groguenca quan és madur. Les fulles del cep es caracteritzen per tenir tres lòbuls.
Normalment, degut a la cultura vitícola de la zona es cultiva seguint el mètode de pèrgola trentina ja que és un sistema que permet controlar les malalties típiques del clima humit de la zona i regular e vigor de la planta.
La varietat és molt sensible al clima humit i per tant és propensa a infeccions per fongs com la sendrosa o oïdi.

## Regions vinícoles
L'any 1960  hi havia comptabilitzades 850 hectàrees d'aquesta varietat, que avui en dia s'han vist reduïdes a 80. Aquestes hectàrees es troben gairebé exclusivament a la regió de Trentino, particularment al voltant de la regió de Valle dei Laghi, entre la ciutat de Trento i Riva del Garda. Altres plantacions del raïm es poden trobar al voltant del municipi de Merano (Tirol del Sud), la Vall de Lagarina i la Val di Cembra.
Al voltant dels municipis de Calavino, Cavedine, Lasino, Padergnone i Vezzano, es dedica bona part de la producció de Nosiola al vi de postres Vin Santo elaborat sota la DOC Trentino.
Per elaborar aquest vi, les baies es deixen assecar al celler on perden entre un 60 i un 80% del seu pes original. Les panses que s'obtenen es premsen per tal d'extreure'n un most amb una densitat elevada. La fermentació d'aquest most s'atura de forma natural degut a l'elevada concentració de sucres que presenta que esdevé impossible de metabolitzar en la seva totalitat pels llevats. Un cop s'ha aturat la fermentació es deixa envellir durant 7-10 anys en bóta i ampolla (375 ml).
La varietat està inclosa dins dels disciplinaris de producció de tres Denominacions d'Origen ( Trentino DOC, Trentino DOC subzona Sorni i Trentino superior DOC) i una IGT ( IGT Vallagarina).

## Sinònims
Al llarg dels anys i regions on es cultiva la varietat, es coneix també per altres noms com Groppello bianco, Durella, Nosella, Nosellara, Nosilla, Nosiola Gentile, Nosiola Trentina, Nosiola Spinarola, Nusiola, Nusiola Gentile, Rabiosa, Spargelen (a la regió de l'Alt Adige), Spargeren i Spatfelen.